# Полинезийская камышовка
Полинезийская камышовка (лат. Acrocephalus aequinoctialis) — вид птиц семейства камышовок. Выделяют два подвида.

## Описание вида
Полинезийская камышовка достигает длины около 15 см и массы около 19 г. Сверху окраска оливково-серая с серыми боками и лопатками. Перья имеют белую кайму, особенно в нижней части хвоста. Внизу окраска светло-серая.
Встречается на открытых участках с редкими деревьями и густым кустарником. Наиболее распространенные звуки «ча», «че» и «чурр».

## Подвиды и распространение
Эндемик островов Лайн. 
Выделяют два подвида:
- Acrocephalus aequinoctialis aequinoctialis (Latham, 1790) — остров Киритимати
- Acrocephalus aequinoctialis pistor Tristram, 1883 — остров Тераина

На острове Табуаэран вид считается исчезнувшим.

## Охранный статус
По оценкам специалистов, численность популяции составляет около 2500 особей, с тенденцией к снижению. Вид находится под угрозой из-за интродуцированных видов, таких как крысы (Rattus spp.) и кошки (Felis catus). МСОП присвоил виду охранный статус — EN.